# Épanorthose
L'épanorthose (substantif féminin), du grec ἐπανόρθωσις / epanorthosis (« action de redresser, correction »), de orthos (« droit »), est une figure de style qui consiste à revenir sur ce que l'on vient d'affirmer, soit pour le nuancer, l'affaiblir et même le rétracter, soit au contraire pour le réexposer avec plus d'énergie. Elle appartient à la classe des autocorrections, proche de la palinodie. On emploie parfois de manière synonymique le mot de rétroaction.

## Exemples
- En 424 avant notre ère, le tragédien Euripide, dans son Hécube, fait dire une double épanorthose à Polymestor, ce fourbe roi de Thrace qui vient d'être puni en voyant ses fils tués puis ses yeux crevés : « C'est Hécube, aidée des captives, qui m'a fait périr... Que dis-je, périr ? mot trop faible pour mes tourments ! [...] Enfin, pour dernier désastre, et n'est-ce pas plus qu'un désastre ? elles firent une chose atroce : saisissant leurs agrafes, elles en percent mes yeux, et en font ruisseler le sang ; » (vers 1120-1121 et 1168-1170, traduction Nicolas Artaud, 1842).
- « Votre prudence ou plutôt votre lâcheté nous ont perdus »
- « Ceci m'arrive après cette étape, la dernière de celles qui prolongeaient la route ; la plus extrême, celle qui touche aux confins, celle que j'ai fixée d'avance comme la frontière, le but géographique, le gain auquel j'ai conclu de m'en tenir. » (Victor Segalen)
- « J'espère, que dis-je ? je suis sûr qu'on vous rendra justice »
- « Est-il rien de plus vain qu'un songe mensonger, 

Un songe passager vagabond et muable ? »— Jean-Baptiste Chassignet, Mespris de la vie et consolation contre la mort

- « ...Puisque Thésée a vu les sombres bords,

En vain vous espérez qu'un Dieu nous le renvoie,

Et l'avare Achéron ne lâche point sa proie

Que dis-je ? il n'est point mort, puisqu'il respire en vous. »— Racine, Phèdre

- « C'est un roc ! ... C'est un pic ... C'est un cap ! Que dis-je, c'est un cap ? ... C'est une péninsule ! » ( Cyrano de Bergerac, Edmond Rostand).
- "C'est pas comme les oiseaux, un testament, c'est sûr, c'est autre chose. C'est étrange et bizarre mais c'est nécessaire. Je veux dire que ça reste un mal nécessaire. Excusez-moi." (Wajdi Mouawad, Incendies, Première partie, "Incendie de Nawal", "1. Notaire")

## Définition

### Définition linguistique
L'épanorthose consiste à revenir sur un jugement déjà exprimé afin de le renforcer ou de l'intensifier. Plusieurs formes sont néanmoins possibles dont en particulier l'opposition entre deux termes d'une comparaison commençant par une assertion négative et s'achevant sur une affirmative comme « Ce n'était pas (...) c'était... ».
La figure se fonde sur un ensemble de procédés linguistiques : des apostrophes (« Oh ! que je vous ai mal jugé... »), la dislocation (« Vous êtes fou ! Que dis-je ? Vous, vous êtes génial... »), sur l'adjonction de groupes de mots et de syntagmes. On la reconnaît souvent par le fait qu'elle met en œuvre une locution de type « Que dis-je ? » marquant la présence énonciative du locuteur dans son discours.

### Définition stylistique
L'effet visé est avant tout le témoignage de sa sincérité dans le dialogue. Par ailleurs elle dévoile parfois le difficile cheminement de la pensée du locuteur, qui a du mal à trouver ses mots. L'épanorthose peut soit atténuer une affirmation (voire la passer sous silence : « ... Chut ! Je ne saurais en dire davantage »), soit la nuancer (« Il est très fort... enfin assez fort ! ») soit enfin la renforcer (« Vous êtes un couard, que dis-je un traitre ! »)
Une épanorthose peut affecter un texte entier. Par ailleurs, les épanorthoses peuvent se conjuguer l'une l'autre dans de vastes ensembles où l'auteur ne cesse de se corriger, dévoilant par exemple une difficulté de raisonner correctement.

### Genres concernés
Tous les genres littéraires sont concernés, en particulier ceux mettant en scène des dialogues. La publicité a souvent recours à l'épanorthose car elle permet de saisir les qualités d'un produit vanté en en faisant l'inventaire le plus exhaustif possible ; à l'oral, cette figure de correction permet l'ajout de précision ou montre à l'inverse la gêne du locuteur.

## Historique de la notion
L'épanorthose est une figure très employée par les auteurs réalistes et naturalistes, car elle permet de rendre plus précises des descriptions (comme chez Émile Zola dans L'Assommoir).

### Figures proches
- Figure « mère » : correction
- Figures « filles » : aucune
- Paronymes : aucun
- Synonymes : palinodie, rétroaction
- Antonymes : aucun